# Pytilia afra
La estrilda alinaranja (Pytilia afra) es una especie de ave paseriforme de la familia Estrildidae propia del África subsahariana.  

## Distribución
Se extiende principalmente por África central, oriental y austral, distribuido por los siguientes países: Angola, Botsuana, Burundi, Congo, República Democrática del Congo, Etiopía, Kenia, Malaui, Mozambique, Ruanda, Sudáfrica, Sudán, Tanzania, Uganda, Zambia y Zimbabue. Se estima que su área de distribución alcanza los 2.300.000 km².